# Grimstorp
Grimstorp – miejscowość (tätort) w Szwecji, w regionie administracyjnym (län) Jönköping, w gminie Nässjö.
Według danych Szwedzkiego Urzędu Statystycznego liczba ludności wyniosła: 341 (31 grudnia 2015), 331 (31 grudnia 2018) i 329 (31 grudnia 2019).